# 眼斑帆鰭杜父魚
眼斑帆鰭杜父魚，為輻鰭魚綱鮋形目杜父魚亞目絨杜父魚科的其中一種，為溫帶海水魚，分布於東太平洋聖羅倫斯島至美國加州南部海域，棲息深度可達110公尺，體長可達20公分，棲息在底層水域，生活習性不明，可作為觀賞魚。